# Muerte de Garry Hoy

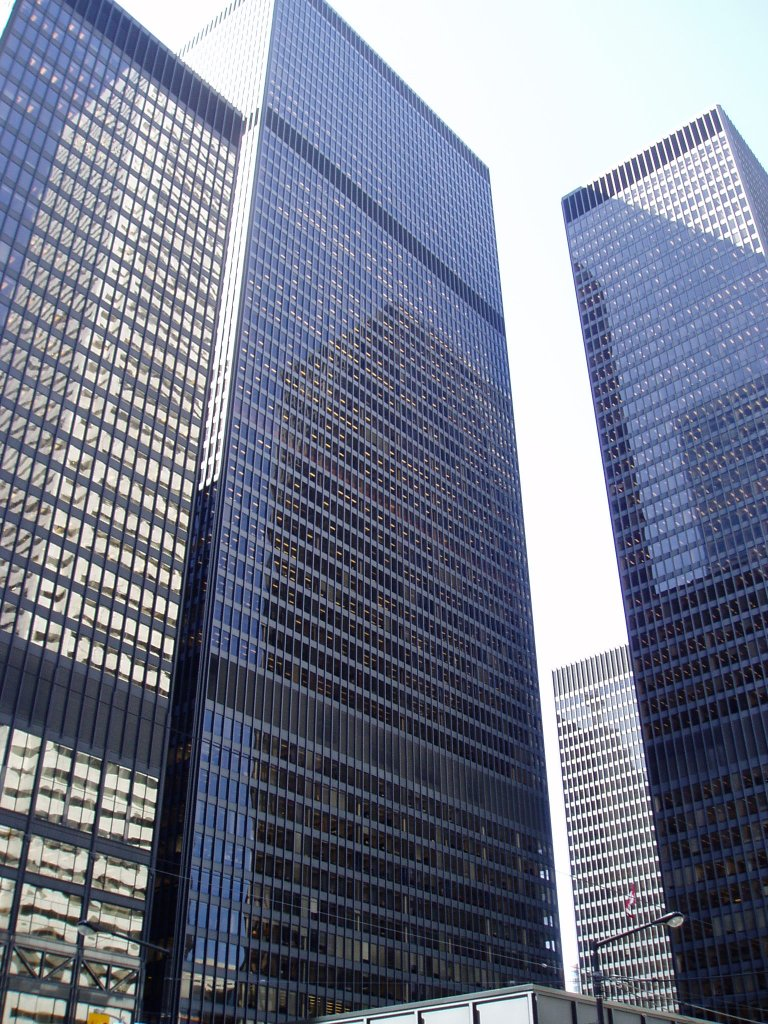
Las tres torres del Toronto–Dominion Centre (de izquierda a derecha): la Ernst & Young Tower, la TD Bank Tower y la TD North Tower. Hoy cayó desde la TD Bank Tower.

La muerte de Garry Hoy (Toronto, 28 de enero de 1954-ibidem, 9 de julio de 1993) ocurrió el 9 de julio de 1993, cuando este abogado canadiense cayó desde la ventana del vigésimo cuarto piso del Toronto-Dominion Centre. El hombre intentaba demostrar a un grupo de estudiantes de derecho que los paneles de vidrio del edificio eran irrompibles,  abalanzándose directamente contra una pared de cristal. Si bien el cristal no se rompió, el marco de la ventana cedió y Hoy cayó desde el vigesimocuarto piso, falleciendo en el acto.

## Muerte
Garry Hoy era un especialista en derecho corporativo y de valores que trabajaba en el bufete Holden Day Wilson de Toronto. También había completado un título de ingeniería antes de estudiar Derecho. Mientras daba un recorrido por el Toronto-Dominion Centre a un grupo de estudiantes que realizaban pasantías, Hoy intentó demostrar la fuerza del vidrio de la ventana de la estructura al estrellarse contra una ventana. Aparentemente había realizado esto muchas veces en el pasado, ya que previamente había rebotado inofensivamente en el cristal. Sin embargo, en este caso, la fuerza de Hoy golpeando la ventana hizo que se soltara el marco, causando que toda la ventana (intacta) y Hoy cayeran del edificio. El suceso ocurrió en una pequeña sala de conferencias adyacente a una sala de juntas donde se realizaba una recepción para los nuevos estudiantes.
El Toronto Star citó al ingeniero estructural Bob Greer diciendo que «no conozco ningún código de construcción en el mundo que permita que un hombre de 160 libras (72,5 kg) se choque contra un vidrio y lo resista». En otra entrevista, el portavoz de la empresa mencionó que el vidrio, de hecho, no se rompió, sino que salió de su marco, lo que condujo a la caída fatal de Hoy. La muerte de Hoy fue uno de los factores que contribuyeron al cierre de Holden Day Wilson en 1996, en ese momento el cierre de la firma de abogados más grande de Canadá.
El gerente del bufete de abogados le dijo al Toronto Sun que Garry era "uno de los mejores y más brillantes" miembros de la asociación de doscientos miembros.

## En la cultura popular
La experiencia de Hoy apareció en numerosos programas de televisión, a menudo con algunos detalles cambiados. Fue recreado por MythBusters en el episodio «Vacuum Toilet, Biscuit Bazooka, Leaping Lawyer». Fue recreado en el tercer episodio de la primera temporada de la serie de televisión 1000 Ways to Die. También se recreó en el programa de televisión Muertes curiosas e inusuales en el canal Discovery Investigation.
Por su muerte inusual, Hoy fue reconocido con un Premio Darwin en 1996. Su muerte inusual también fue representada por Joseph Fiennes en la película de 2006 The Darwin Awards.
El incidente también se relata en la novela Bay Street: A Novel, de Philip Slayton.